# Bajangol (Distrikt)

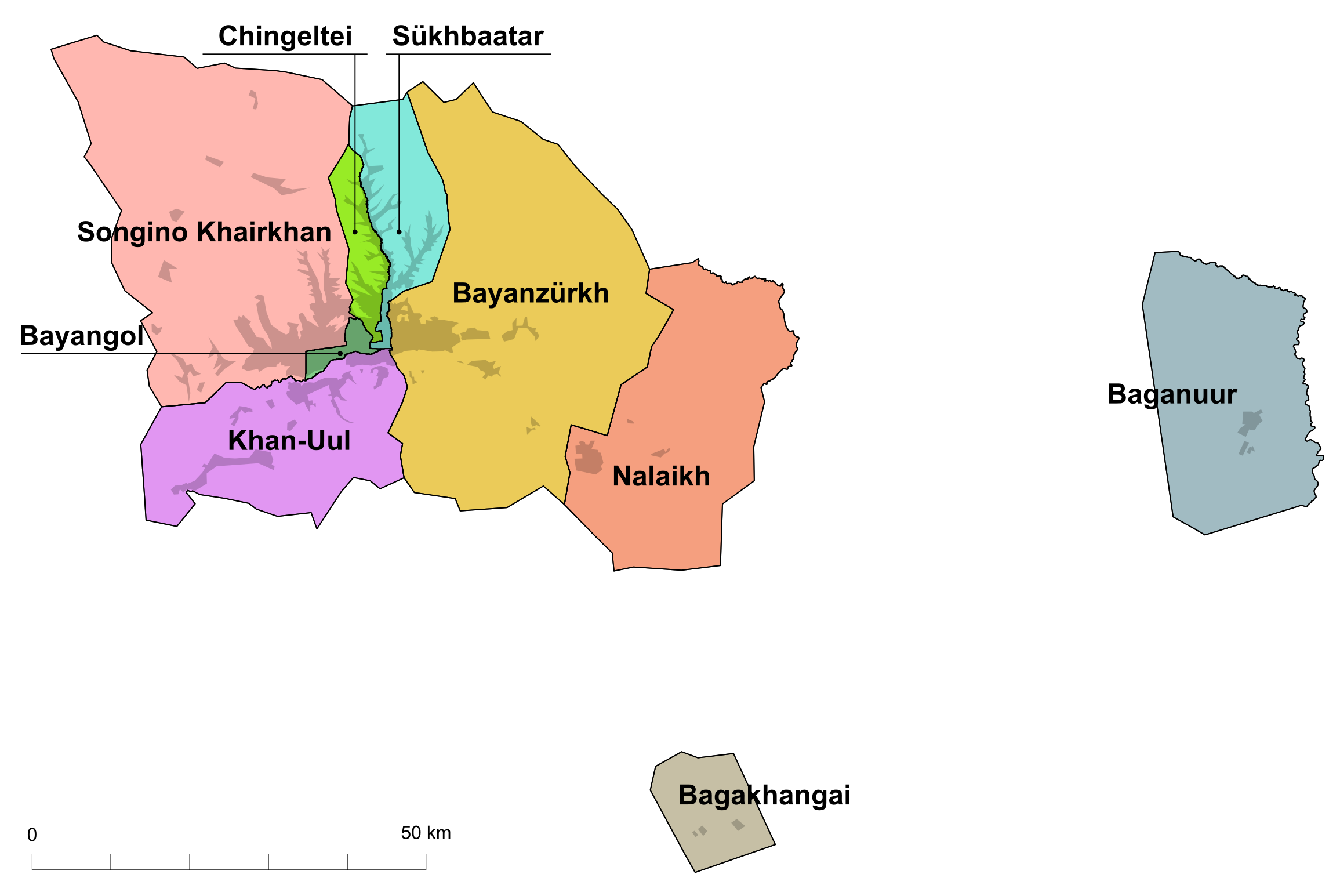
Lage Bajangols (Bayangol) innerhalb der Stadt Ulaanbaatar

Bajangol (mongolisch Баянгол, „Großer Fluss“) ist einer von neun Düüregs (Distrikten) in der mongolischen Hauptstadt Ulaanbaatar.
In der Zeit des kommunistischen Aufbruchs nach der Oktoberrevolution in Russland, zu dem die Mongolei seinerzeit gehörte, nannte man den Bezirk Bajangol „Октябрийн район“ (Bezirk des Oktober).

## Bevölkerung
In Bajangol leben 160.479 Menschen, Bajangol wird in insgesamt zwanzig Khoroos (Teilbezirke) untergliedert.

## Städtepartnerschaften
Seit 1999 besteht eine Partnerschaft mit der Gemeinde Schönefeld in Brandenburg.